# Freda Swain
Freda Swain (ur. 13 lub 31 października 1902 w Southsea, zm. 29 stycznia 1985 w Chinnor) – brytyjska kompozytorka i pianistka.

## Życiorys
Jej ojciec był muzykiem, rozpoznał i wspierał jej talent muzyczny. Kształciła się z kompozycji, gry na skrzypcach, gry na flecie i na fortepianie. Uczyła się w Tobias Matthay Pianoforte School (zob. Tobias Matthay) od 11. roku życia. Następnie studiowała w londyńskim Royal College of Music, kompozycji uczyła się u Charlesa Villiersa Stanforda, a gry na fortepianie u Arthura Alexandra. Poślubiła swojego nauczyciela fortepianu, Arthura Alexandra, w 1921 roku (nie mieli dzieci). Pracowała w Royal College of Music jako appointed professor w latach 1924–1940. Założyła British Music Movement w celu promowania młodych kompozytorów w 1936 roku. 
Wraz z mężem wyjechała do Południowej Afryki i Australii w 1939 roku. Podczas wyjazdu dawali oni wspólnie recitale, nagrywali muzykę wygłaszali wykłady, m.in. w Kapsztadzie w 1940 roku. Powrócili do Anglii w 1942 roku. Mieszkali w Chinnor Hill od 1942 roku.

## Nagrody
- Sullivan prize (1917)[7]
- Ellen Shaw Williams prize[2]

## Twórczość
Komponowała m.in. muzykę orkiestrową, kameralną, pieśni na głos i fortepian. Jej utwory docenił m.in. Eric Blom, jednak większość jej spuścizny pozostaje nieznana i była taką również za jej życia. Światowe premiery fonograficzne jej fortepianowych utworów zarejestrował szwajcarski pianista Timon Altwegg. Wybrane dzieła:
- The Harp of Aengus na skrzypce i orkiestrę (1924)[1]
- I kwartet smyczkowy (1924)[1]
- Koncert fortepianowy (1939)[1]
- Pastoral Fantasy (1937)[1]
- Concertino na klarnet, smyczki i waltornię (1948)[1]
- II kwartet smyczkowy (1949)[1]
- Kwintet smyczkowy (1949)[1]
- Suita na smyczki (1954)[1]
- Second Chance, jednoaktowa opera[10] (1954)[1]
- Te Deum (1956)[1]
- The Harp of Aengus, poemat symfoniczny[2] na skrzypce i orkiestrę (1924)[1]